# Kružni put
Le Kružni put (en serbe cyrillique : Кружни пут), la « route circulaire », est une route nationale de Serbie. Elle relie Belgrade à Vinča et constitue l'artère la plus importante des faubourgs sud de la capitale serbe. À terme, elle doit être intégrée au périphérique de Belgrade encore en construction.

## Parcours
Le Kružni put constitue un prolongement de la rue Patrijarha Dimitrija située dans la municipalité urbaine de Rakovica et dans le quartier de Kijevo. Elle s'oriente vers l'est et longe les quartiers de Rakovica et de Resnik puis le quartier de Selo Rakovica et la ville de Beli Potok. Elle croise la route européenne E 75, longe les localités de Leštane et de Boleč puis celle de Kaluđerica juste avant de rejoindre Vinča, une localité située sur la rive droite du Danube.